# Sylvia Lopez
Sylvia Lopez, pseudonimo di Tatjana Bernt (Vienna, 10 novembre 1933 – Roma, 20 novembre 1959), è stata un'attrice e modella francese.

## Biografia
Nata a Vienna da genitori slovacchi, crebbe in Francia, dove frequentò il liceo classico diplomandosi con il massimo dei voti. Poliglotta, sapeva parlare perfettamente ben sei lingue. Notata per la sua bellezza mozzafiato dallo stilista Jacques Fath, cominciò a farsi conoscere nelle vesti di ragazza-copertina per riviste come Vogue America, utilizzando lo pseudonimo di Sylvia Sinclair.
Il 7 novembre 1956 divenne la seconda moglie del compositore François Lopez, da cui prese il cognome. Nello stesso anno intraprese la carriera cinematografica, partecipando a film peplum come Ercole e la regina di Lidia (1959) di Pietro Francisci, che ne misero tuttavia in risalto solo la statuaria bellezza, senza valorizzarne le doti recitative.
Nella primavera del 1959 fu ospite d'onore al Festival di Cannes, ma la definitiva conquista della celebrità rimase un sogno destinato a interrompersi bruscamente pochi mesi più tardi: colpita da una gravissima forma di leucemia fulminante, Sylvia Lopez morì il 20 novembre dello stesso anno, all'età di soli ventisei anni.
Riposa nel cimitero di Montparnasse, a Parigi

## Filmografia
- Baratin, regia di Jean Stelli (1956)
- Cinq millions comptant, regia di André Berthomieu (1957)
- Mademoiselle et son gang, regia di Jean Boyer (1957)
- Tabarin, regia di Richard Pottier (1958)
- Erode il grande, regia di Viktor Turžanskij (1959)
- Ercole e la regina di Lidia, regia di Pietro Francisci (1959)
- Il figlio del corsaro rosso, regia di Primo Zeglio (1959)
- Il moralista, regia di Giorgio Bianchi (1959)

## Doppiatrici italiane
- Rosetta Calavetta in Erode il grande
- Andreina Pagnani in Ercole e la regina di Lidia